# منبع‌شناسی دوران آغازین اسلام
منبع‌شناسی دوران آغازین اسلام به بررسی منابع اولیه و منابع ثانویه تاریخی که بیانگر تاریخ صدر اسلام، از ولادت محمد، پیامبر اسلام تا پایان خلافت راشدین مقارن با ۴۰ قبل از بعثت تا ۴۰ بعد از هجرت (مقارن با ۵۷۰ تا ۶۶۰ میلادی) می‌پردازد.
منابع تاریخی اولیه در خصوص صدر اسلام قرآن و حدیث است و همچنین نوشته‌های تاریخ‌نگاری اولیهٔ مسلمانان است. منابع ثانویه شامل کتاب‌های تاریخی نگاری مسلمانان، سنی و شیعه و نیز مسیحیان عرب و هندوهای ساکن در خاورمیانه و آسیا و نیز منابع تاریخی امپراتوری بیزانس در طی سده‌های متأخر است.
منابع دست اول شناخت زندگانی محمد عبارت است از قرآن، گفته‌های محمد در قالب حدیث و آنچه از کردار وی به صورت سنت ثبت شده است. همچنین زندگی‌نامه‌هایی تحت عنوان سیره نبوی در سده‌های دوم و سوم هجری (۸ و ۹ میلادی) نگاشته شده است.

### منابع اولیه

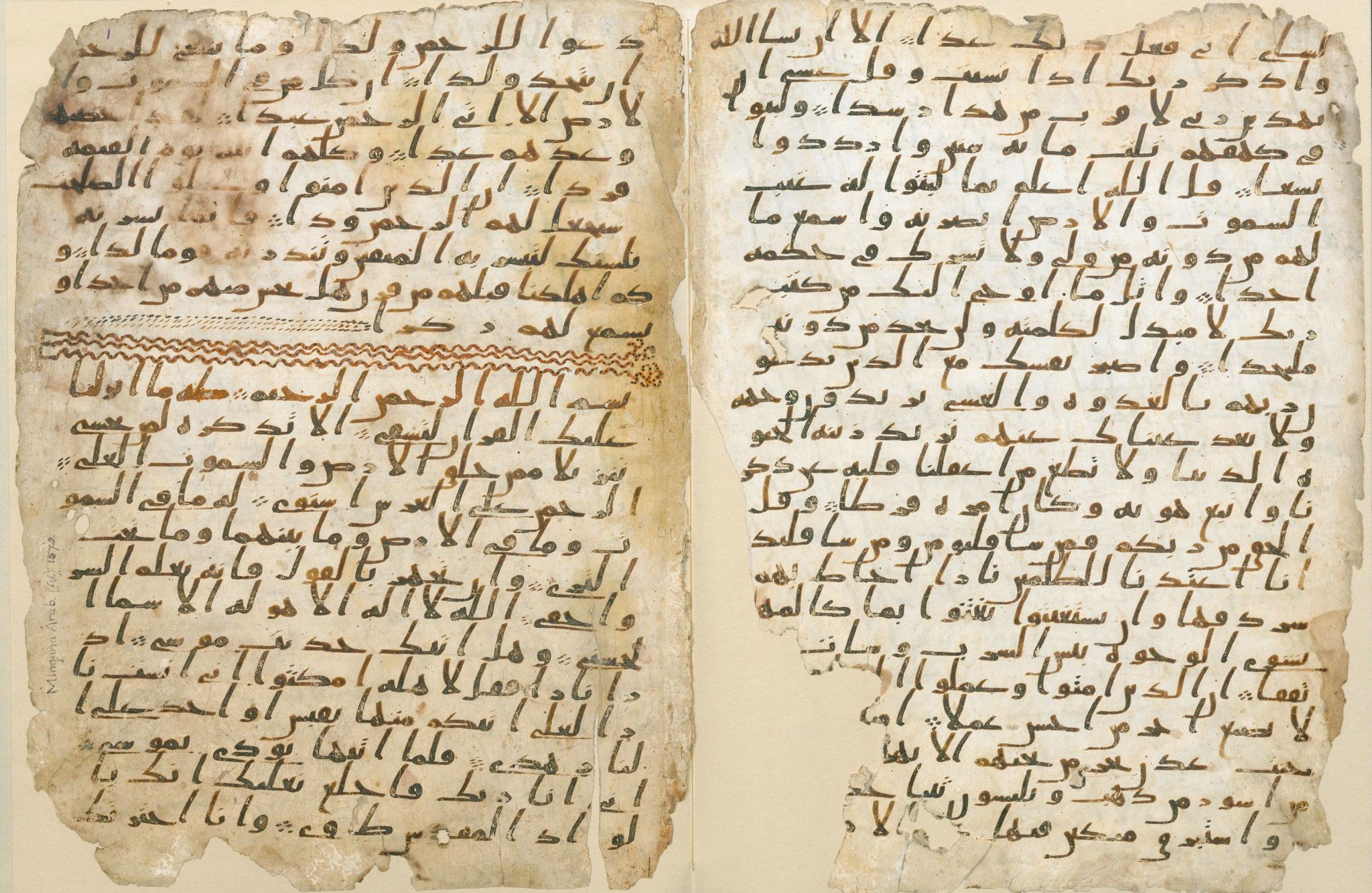
نسخه بیرمنگام قدیمی‌ترین نسخه از برخی سوره‌های قرآن است که در دانشگاه بیرمنگام کشف شده است و قدمت پوست آن با احتمال ۹۵ درصد به سال‌های ۵۶۸ تا ۶۴۵ میلادی مربوط می‌شود.